# Pešer k Abakukovi

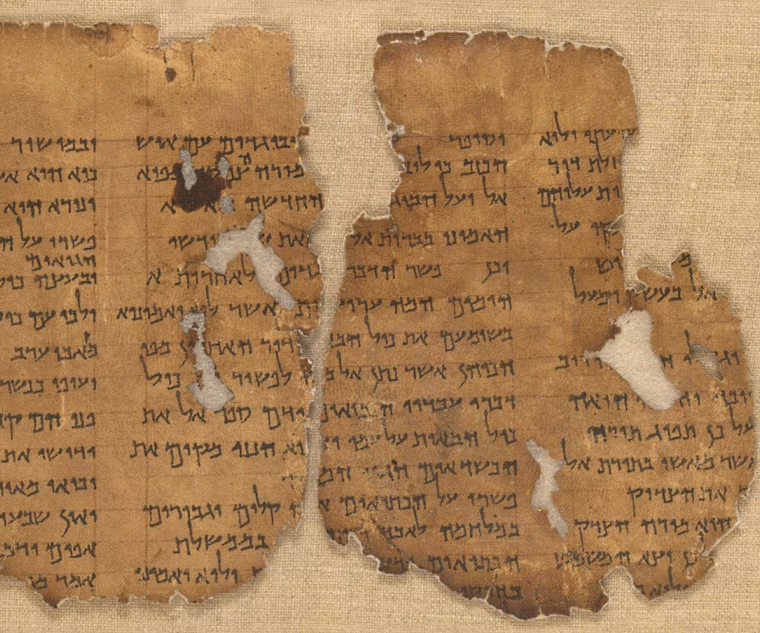
Začátek Habakukova komentáře neboli Pešer Habakuk, označený jako 1QpHab, jeden z prvních svitků od Mrtvého moře objevených v roce 1947.

Pešer k Abakukovi, standardně označovaný zkratkou 1QpHab, je jedním z nejznámějších svitků od Mrtvého moře. Byl napsán aramejsky a jeho autorem je zcela jistě kumránská komunita. Jedná se o pešer, tj. o komentář na starozákonní knihu Abakuk. Text pochází z 1. kumránské jeskyně. Spis je zpravidla datován do začátku 1. století př. n. l.
Z komentáře se dochovalo celkem 13 neúplných sloupců, obsahujících jak biblický text, tak vlastní komentář. Pešer k Abakukovi, podobně jako pešer k Nahumovi, je významný pro svůj způsob pojetí starozákonního proroctví. Snad nejcharakterističtější jsou slova: Bůh promluvil k Abakukovi, aby napsal, co přijde ohledně posledního pokolení, přesto mu však naplnění času neoznámil. A když se píše: „Aby mohl pospíchat ten, kdo to čte“, význam/výklad (aramejsky pešer) znamená učitele spravedlnosti, kterému Bůh odhalil všechna tajemství slov svých služebníků, proroků (7,1-4). Proroctví se podle tohoto pojetí vůbec netýkalo dnů proroka samého, nýbrž konce času, tj. doby, v níž žila kumránská (esénská?) komunita a pro niž bylo toto proroctví vyřčeno.
Hlavním interpretem či interpretačním klíčem k Písmu, a tedy i k Abakukovi, je „učitel spravedlnosti“, záhadná, ale současně významná postava v dějinách komunity. Všechna proroctví z 1QpHab se vztahují na události zásadního sporu mezi tímto učitelem spravedlnosti a kněžími. Kniha je tedy plná narážek na současné události, přesto je však těžké tyto události přesněji určit, neboť o nich víme pouze ze spisů komunity.